# Pomnik Pamięci Sybiraków w Białej Podlaskiej
Pomnik Pamięci Sybiraków w Białej Podlaskiej – pomnik upamiętniający osoby zesłane na Syberię. Pomnik został wzniesiony przy ul. Brzeskiej, przed Urzędem Powiatowym, w Białej Podlaskiej w 1995 roku, w 56 rocznicę sowieckiej napaści 17 września 1939 roku. Dzień ten został uznany przez Sejm RP jako Światowy Dzień Sybiraka.

## Inicjatywa budowy pomnika
Inicjatorem budowy pomnika był Bolesław Borkowicz, prezes bialskiego oddziału Związku Sybiraków. Pomnik powstał dzięki ofiarności wielu darczyńców - Sybiraków, Urzędu Wojewódzkiego i Urzędu Miasta oraz wielu instytucji z Białej Podlaskiej. 17 września 1995 roku w Białej Podlaskiej odbyły się uroczystości patriotyczno-religijne, podczas których pomnik został odsłonięty.

## Opis pomnika
Wykonaniem pomnika zajął się artysta Jacek Spisacki. Od strony frontowej znajduje się tablica:

PAMIĘCI SYBIRAKÓW 1772 - 1830, 1863 - 1918, 1940, 1941, 1944, 1943-1954.

Pomnik przedstawia cztery postacie zesłańców, symbolizujące ofiary terroru: księdza, który był prześladowany za wiarę, matkę sybiraczkę z maluszkiem w ręku, żołnierza z 1939 r. oraz powstańca z okresu zaborów. Osoby te są ponad dwumetrowej wysokości. Na płycie w kształcie krzyża wypisane są nazwiska oraz miejsca kaźni.